# Yūdai Inoue
Yūdai Inoue (井上 裕大 Inoue Yūdai?, nacido el 30 de mayo de 1989 en Oita) es un futbolista japonés que se desempeña como centrocampista.

## Trayectoria

### Clubes
| Club              | País  | Año         |
| ----------------- | ----- | ----------- |
| Oita Trinita      | Japón | 2008 - 2012 |
| V-Varen Nagasaki  | Japón | 2013 - 2015 |
| FC Machida Zelvia | Japón | 2016 - 2020 |

## Estadística de carrera

### J. League
| Club              | Año   | J. League | J. League | Copa J. League | Copa J. League | Total | Total |
| Club              | Año   | Part.     | Goles     | Part.          | Goles          | Part. | Goles |
| ----------------- | ----- | --------- | --------- | -------------- | -------------- | ----- | ----- |
| Oita Trinita      | 2008  | 0         | 0         | 0              | 0              | 0     | 0     |
| Oita Trinita      | 2009  | 3         | 0         | 3              | 0              | 6     | 0     |
| Oita Trinita      | 2010  | 22        | 3         | -              | -              | 22    | 3     |
| Oita Trinita      | 2011  | 22        | 1         | -              | -              | 22    | 1     |
| Oita Trinita      | 2012  | 1         | 0         | -              | -              | 1     | 0     |
| V-Varen Nagasaki  | 2013  | 40        | 3         | -              | -              | 40    | 3     |
| V-Varen Nagasaki  | 2014  | 9         | 0         | -              | -              | 9     | 0     |
| V-Varen Nagasaki  | 2015  | 22        | 0         | -              | -              | 22    | 0     |
| FC Machida Zelvia | 2016  | 18        | 0         | -              | -              | 18    | 0     |
| FC Machida Zelvia | 2017  | 40        | 4         | -              | -              | 40    | 4     |
| Total             | Total | 177       | 11        | 3              | 0              | 180   | 11    |